# Richard de Lucy
Richard de Lucy (auch de Luci) († 14. Juli 1179 in Lesnes Abbey) war ein anglonormannischer Adliger. Von 1154 bis kurz vor seinem Tod diente er als Justiciar des englischen Königs Heinrich II.

## Herkunft
Richard de Lucy wurde Anfang des 12. Jahrhunderts als Sohn einer anglonormannischen Familie geboren, die sowohl Besitzungen in England wie auch in der Normandie besaß. Der Name seines Vaters ist unbekannt, von seiner Mutter ist nur der Vorname Aveline überliefert. Benannt wurde seine Familie nach Lucé bei Domfront in der Normandie, woher sie ursprünglich stammte. Richards Bruder Walter trat als Mönch in das Kloster von Lonlay-l’Abbaye bei Lucé ein, später wurde er Abt von Battle Abbey. Dazu hatte er einen weiteren Bruder, Robert, eventuell war auch ein Herbert ein weiterer Bruder. Von seinem Vater hatte Lucy Besitzungen bei Diss und Stowe in East Anglia sowie bei Newington in Kent geerbt, die zusammen sieben Knight’s fees umfassten. Während er für seine Besitzungen in East Anglia Kronvasall war, war er für seine Besitzungen in Kent Vasall der Erzbischöfe von Canterbury.

## Aufstieg zum Vertrauten von König Stephan
Vermutlich begann Lucy seine Karriere im Dienst von König Heinrich I., von dem er angeblich ein Lehen in Suffolk erhielt. Vor 1136 stand er im Dienst von Stephan von Blois, der Heinrich I. als König nachfolgte. Da aber auch Heinrichs Tochter Matilda den Thron beanspruchte, kam es zu einem Thronfolgekrieg, der sogenannten Anarchie. Dabei verteidigte Lucy im Dienst von König Stephan im Oktober 1138 erfolgreich Burg Falaise in der Normandie gegen einen Angriff von Graf Gottfried von Anjou. Danach kehrte er nach England zurück und gehörte fast ständig zum Gefolge von König Stephan. Ab etwa 1143 war er Richter in Middlesex, London und Essex, doch ansonsten erhielt er keine weiteren offiziellen Ämter. Dennoch gehörte er zu den einflussreichsten Ratgebern und Vertrauten des Königs. 1148 diente er als Vermittler im Streit des Königs mit Erzbischof Theobald von Canterbury. König Stephan belohnte Lucy großzügig unter anderem mit der Honour von Boulogne, wozu Chipping Ongar in Essex gehörte. In Chipping Ongar errichtete Lucy Ongar Castle und förderte die entstehende Stadt, die damit zum Zentrum seiner neuen Baronie Ongar wurden. Noch im Sommer 1153, als Stephan zunehmend die Unterstützung zahlreicher Barone verlor, führte Lucy einen Vorstoss in das von Heinrich Plantagenet, dem Sohn von Matilda und Gottfried von Anjou gehaltene Themsetal. Der zunehmende Erfolg von Heinrich Plantagenet zwang Stephan schließlich zu Verhandlungen. Im Vertrag von Westminster musste er seinen Widersacher als Thronfolger anerkennen. Der Vertrag zeigt jedoch die Wertschätzung, die der loyale Lucy auch bei seinen Gegnern genoss. Ihm wurden der Tower of London und Windsor Castle übertragen, die er nach dem Tod Stephans an Heinrich Plantagenet übergeben sollte. Dafür musste er einen seiner Söhne als Geisel stellen.

## Justiciar von Heinrich II.

### Aufstieg zum Justiciar
Nach dem Tod von König Stephan wechselte Lucy ohne Schwierigkeiten in den Dienst von Heinrich Plantagenet, der als Heinrich II. neuer König wurde. Dieser ernannte ihn wenig später neben Robert de Beaumont, 2. Earl of Leicester zu einem seiner beiden Justiciare. Der neue König zeigte dadurch, dass er die Loyalität schätzte, die Lucy gegenüber König Stephan gezeigt hatte, aber auch das Vertrauen, dass er in den erfahrenen Verwalter Lucy setzte. Lucy übernahm zunächst auch das Sheriffsamt von Essex und Hertfordshire sowie die Verwaltung von mehreren königlichen Gütern. Diese Aufgaben gab er jedoch später auf, so dass er sich ganz der königlichen Regierung widmen konnte. 1166 gehörte er zu den Richtern, die die ersten Gerichtsreisen in die einzelnen Grafschaften nach dem Bürgerkrieg machten. 1167 schlug er einen Überfall von Graf Matthäus von Boulogne zurück, der die englischen Güter der Honour of Boulogne beanspruchte. Häufig reiste Lucy als Gesandter des Königs in Ausland, und wenn der König seine Besitzungen in Frankreich besuchte, verwaltete Lucy mit den Vollmachten eines Vizekönigs England.

### Rolle im Konflikt mit Thomas Becket
Auf Anordnung des Königs sorgte Lucy dafür, dass der bisherige Kanzler Thomas Becket 1162 zum Erzbischof von Canterbury gewählt wurde. Lucy war auch am Entwurf der Constitutions of Clarendon beteiligt, die 1164 zum Bruch zwischen dem König und Becket führten. Danach reiste er im Dienst des Königs ins Ausland, möglicherweise unternahm er dabei auch eine Wallfahrt nach Santiago de Compostela. Auf der Rückreise traf er Becket, der ins Exil nach Frankreich geflüchtet war. Anstatt der erhofften Versöhnung kam es jedoch zu einem erbitterten Streit zwischen den beiden. Als der Konflikt zwischen dem König und Becket sich ausweitete, gehörte Lucy zu den Unterstützern des Königs, die 1166 von Becket in Vézelay exkommuniziert wurden. Lucy soll daraufhin ein Kreuzzugsgelübde geleistet haben, dass er jedoch nie erfüllte. Bischof Godfrey von St Asaph erteilte ihm 1167 die Absolution, worauf ihn Becket 1169 erneut exkommunizierte.

### Alleiniger Justiciar von England
Nach dem Tod des Earl of Leicester 1168 wurde Lucy alleiniger Justiciar. In den folgenden Jahren wurde er der engste Vertraute des Königs und zum mächtigsten Mann Englands. Während der Rebellion von 1173 bis 1174 war er Kommandant der königlichen Truppen in England, während der König zunächst die Rebellion in seinen Besitzungen in Frankreich niederschlug. Zusammen mit Earl Reginald of Cornwall belagerte und eroberte er die Stadt Leicester. Anschließend führte er zusammen mit Humphrey III. de Bohun eine Armee nach Nordengland und weiter gegen den schottischen König Wilhelm I., der in Northumberland eingefallen war. Als jedoch der rebellische Robert de Beaumont, 3. Earl of Leicester in Südengland gelandet war, schloss Lucy mit den Schotten einen Waffenstillstand und zog in die Midlands. Dort belagerte er Huntingdon Castle, eine Burg von König Wilhelms Bruder David. Am 17. Oktober 1173 konnte er den Earl of Leicester in der Schlacht bei Fornham entscheidend schlagen. Da die Rebellen jedoch weitere Unterstützung erhielten, schickte der bedrängte Mitte 1174 Bischof Richard of Ilchester mit der dringenden Bitte um Hilfe zum König nach Frankreich. Mit dem klaren Sieg eines nordenglischen königstreuen Heeres über die Schotten in der Schlacht von Alwnick am 13. Juli 1174 war jedoch die Revolte in England entschieden. Durch seine hartnäckige und erfolgreiche Verteidigung der Herrschaft des Königs hatte sich Lucy hohes Ansehen erworben, dass sich auch auf das Amt des Justiciars ausstrahlte. Lucy selber war sich seiner Stellung so sicher, dass er den König rügen konnte, dass er die Privilegien ignorierte, die Lucy während der Rebellion an seine Unterstützer vergeben hatte. 1176 beschlagnahmte der König jedoch überraschend seine Burg Ongar. 1178 oder 1179 legte Lucy schließlich sein Amt als Justiciar nieder und trat als Augustiner-Kanoniker in die von ihm gegründete Lesnes Abbey unweit von Ongar in Kent ein, wo er wenige Monate später starb. Er wurde in Lesnes begraben.

### Ausbau seiner Besitzungen sowie Förderung von Klöstern
Heinrich II. hatte Lucys Dienste mit weiteren Ländereien und Privilegien, darunter weiterem Landbesitz bei Ongar belohnt. Dazu wurde Lucy auch Vasall von verschiedenen engen Freunden des Königs. Bereits 1155 schlossen er und sein Bruder Walter einen Freundschaftsvertrag mit Earl Reginald of Cornwall, einem Onkel des Königs, sowie mit den königlichen Constable Richard du Hommet. Weitere Bündnisse folgten. Vor 1166 hielt Lucy als Vasall von Earl Reginald zehn Knight’s fees sowie neun Knight’s fees von dessen Vasall Adam Malherbe. Eine weitere Knight’s fee hielt er in der Honour of Clare in Suffolk. Einige Jahre später war Lucy als Vasall von Earl William of Gloucester, einem Cousin des Königs, Besitzer von zehn Knight’s fees in Greenstead in Essex.
Im Alter zunehmend gläubiger, hatte Lucy neben dem 1178 von ihm gegründeten Lesnes besonders die Holy Trinity Priory in London gefördert, wo seine Frau beigesetzt wurde. Das Patrozinium von Lesnes widmete er der Jungfrau Maria sowie seinem einstigen Gegner Thomas Becket.

## Familie und Erbe
Richard de Lucy hatte Roysia geheiratet, deren Herkunft unbekannt ist. Mit ihr hatte er mindestens zwei Söhne und drei Töchter:
- Geoffrey († 1170/1173)
- Godfrey, später Bischof von Winchester
- Matilda ⚭ Walter FitzRobert, Lord of Dunmow († 1198)
- Aveline ⚭ Gilbert de Montfichet
- Alice ⚭ Odinel de Umfraville († 1182)

Seine Töchter konnte Lucy mit Angehörigen von angesehenen Familien Ostenglands verheiraten. Da sein ältester Sohn Geoffrey bereits vor ihm gestorben war, wurde dessen junger Sohn Richard sein Haupterbe. Dieser und sein kleiner Bruder starben jedoch kinderlos vor 1194, so dass es zwischen Lucys Töchtern bzw. deren Nachkommen zu einem langen Erbstreit kam, der bis in die frühe Herrschaft von König Heinrich III. andauerte.